# Fuzûlî

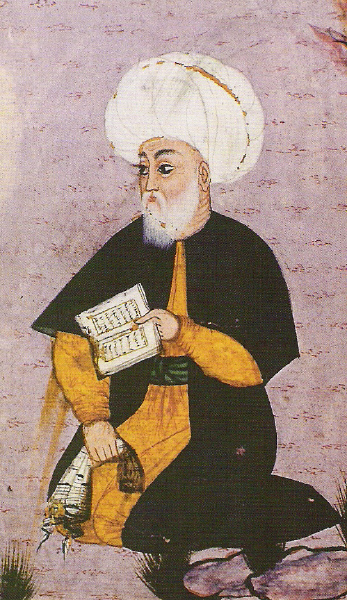
Fuzūlī.

Fuzûlî (en persa: فضولی) era el nombre de pluma de Mehmet Sulaymān Fuzūlī (en árabe:محمد بن سليمان; en turco: Mehmet bin Süleyman)
(en azerí: فضولی Füzuli;(c. 1483 - 1556), un poeta, escritor y pensador azerbaiyano de las tribus Bayat de Oghuz.
Considerado a menudo como uno de los mayores contribuyentes a la diván de la literatura azerbaiyana, Fuzuli escribió, de hecho, sus poemas recopilados (diván) en tres idiomas diferentes: en su lengua nativa Azerbaiyán, en árabe y en persa. Fuzûlî escribía de hecho estos poemas (dîvân) en tres idiomas diferentes: turco azerí, persa y árabe. Aunque estas obras turcas fueran escritas en azerí, también se han integrado dentro las tradiciones literarias Djagataï y otomana.
Fuzûlî era chiita y de educación refinada; se inició en la poesía con el matnawî Beng-ü-Bâde (El hachís y el vino), dedicado al soberano Shah Ismâ'îl cuando ocupó Bagdad en 1508. Cuando Solimán el Magnífico conquisté Irak en 1534 compuso poesías en honor suyo, que le valieron la protección del nuevo gobierno otomano. Además de su producción en turco, es autor de una excelente colección de poemas en árabe (Matla 'al-i'tiqâd) y de numerosas obras en persa menos importantes.
Conocía bien las tradiciones literarias otomana y turca chagatai, así como las matemáticas y la astronomía.

## Vida
En general, se cree que Fuzûlî nació alrededor de 1480 en lo que hoy es Irak, cuando la zona estaba bajo el  turcomano Ak Koyunlu; probablemente nació en Karbalā' o Turkmen. Se cree que pertenecía a la tribu de Bayat, uno de los pueblos turcos Oghuz, emparentados con los azerbaiyanos y dispersos por todo Oriente Medio, Anatolia y el Cáucaso en aquella época. Aunque los antepasados de Fuzûlî eran de origen nómada, la familia hacía tiempo que se había asentado en ciudades.
Parece que Fuzûlî recibió una buena educación, primero con su padre -que era un muftí en la ciudad de Al Hillah- y luego con un maestro llamado Rahmetullah. Fue durante esta época cuando aprendió las lenguas persa y árabe, además de su azerbaiyano natal. Fuzûlî demostró ser una promesa poética desde muy temprano, componiendo en algún momento alrededor de su vigésimo año el importante Masnaví titulado Beng ü Bâde (بنگ و باده; "Hachís y vino"), en el que comparaba al Sultán otomano Bayezid II con el hachís y a la Safavid shah Ismail I al vino, en beneficio de este último.
Una de las pocas cosas que se conocen de la vida de Fuzûlî durante esta época es cómo llegó a su seudónimo. En la introducción a su colección de poemas persas, dice: "En los primeros tiempos, cuando empezaba a escribir poesía, cada pocos días me decidía por un seudónimo concreto y, al cabo de un tiempo, lo cambiaba por otro porque aparecía alguien que compartía el mismo nombre". Finalmente, se decidió por la palabra árabe fuzûlî -que literalmente significa "impertinente, impropio, innecesario"- porque "sabía que este título no sería aceptable para nadie más". A pesar del significado peyorativo del nombre, sin embargo, contiene un doble sentido-lo que se denomina tevriyye (توريه) en la Poesía del Diván Otomano-como explica el propio Fuzûlî: "Estaba poseído por todas las artes y ciencias y encontré un seudónimo que también implica este sentido ya que en el diccionario fuzûl (ﻓﻀﻮل) se da como plural de fazl (ﻓﻀﻞ; 'aprendizaje') y tiene el mismo ritmo que 'ulûm (ﻋﻠﻮم; 'ciencias') y fünûn (ﻓﻨﻮن; 'artes')".
En 1534, el Otomano sultán Süleymân I conquistó al Imperio Safávida la región de Bagdad, donde vivía Fuzûlî. Fuzûlî tuvo ahora la oportunidad de convertirse en poeta de la corte bajo el sistema de patronazgo otomano, y compuso una serie de kasîde, o poemas panegíricos, en alabanza al sultán y a los miembros de su séquito, y como resultado, se le concedió un estipendio. Sin embargo, debido a las complejidades de la burocracia otomana, este estipendio nunca se materializó. En una de sus obras más conocidas, la carta Şikâyetnâme (شکايت نامه; "Queja"), Fuzûlî se pronunció en contra de dicha burocracia y de la corrupción que conlleva:
سلام وردم رشوت دگلدر ديو آلمادىلر
Selâm verdim rüşvet değildir deyü almadılar.
Les di mis saludos pero no los recibieron ya que no era un soborno.
Aunque su poesía floreció durante su estancia entre los otomanos, la pérdida de su estipendio significó que, materialmente hablando, Fuzûlî nunca llegó a estar seguro. De hecho, la mayor parte de su vida la pasó atendiendo la Tumba de `Alî en la ciudad de an-Najaf, al sur de Bagdad. Murió durante un brote de plaga en 1556, en Karbalā', bien por la propia peste o por el cólera.

## Legado y análisis

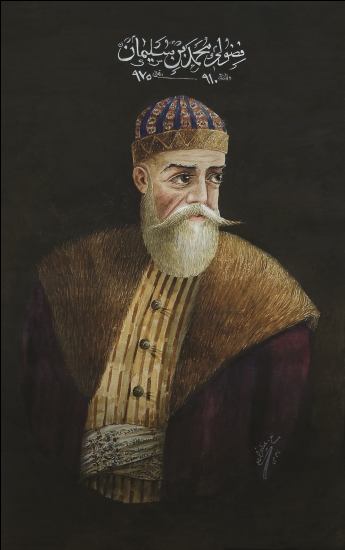
Retrato de Fûzûli por Azim Azimzade (1914). National Art Museum of Azerbaijan (Bakú)

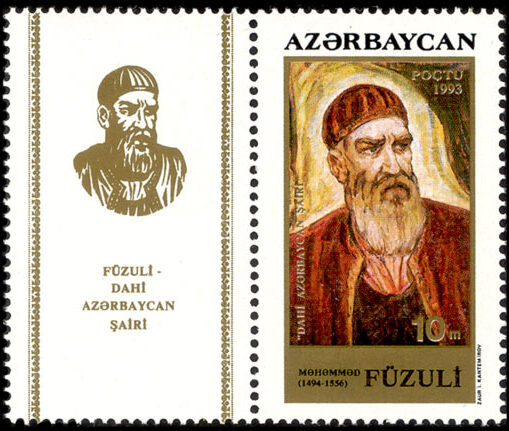
Sello azerbaiyano conmemorativo del 500 aniversario del nacimiento de Fuzuli, 1994

## Trabajos

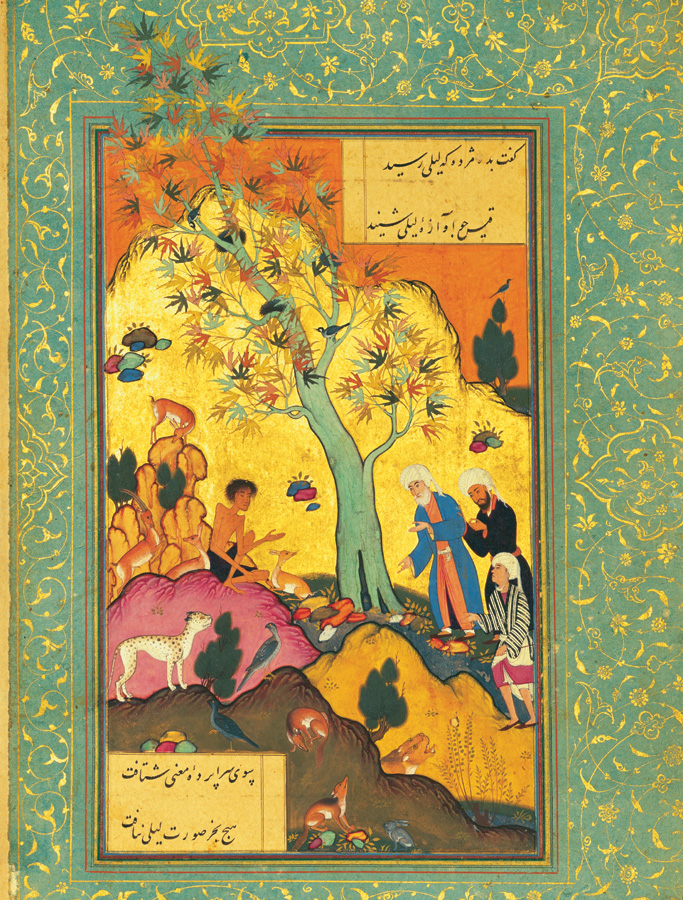
Layla y Majnun

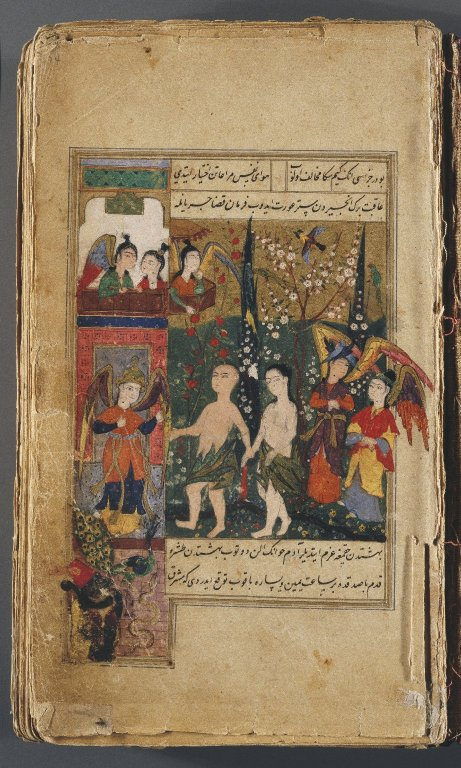
Manuscrito del Hadiqat al-Su`ada (Jardín de los Benditos) de Fuzuli, 1602-3 CE Museo de Brooklyn.

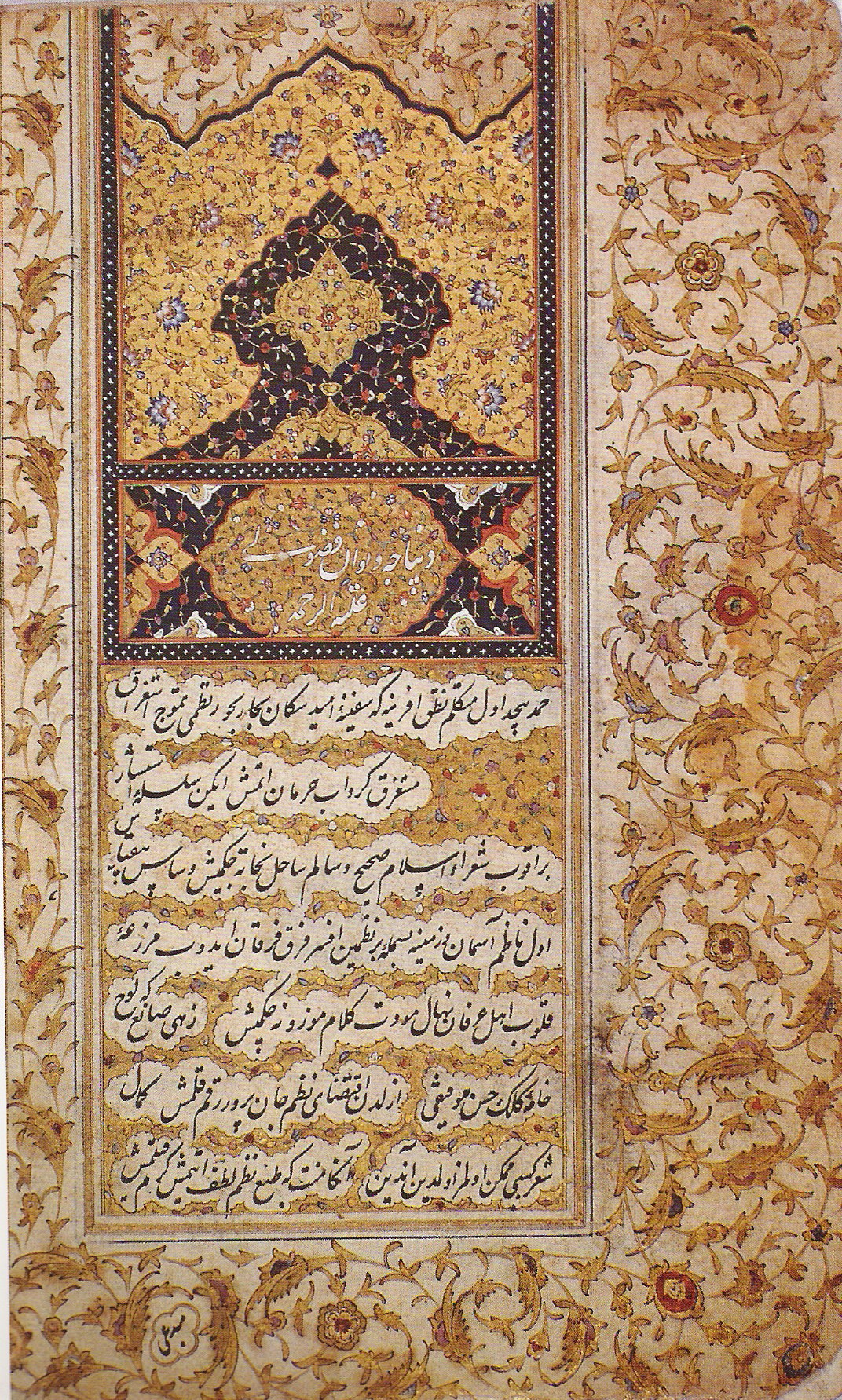
Una página de los poemas recopilados de Fuzûlî

Fuzûlî siempre ha sido conocido, ante todo, como un poeta del amor. De hecho, es una caracterización con la que parece haber estado de acuerdo:
مندن فضولی ايستمه اشعار مدح و ذم
من عاشقام هميشه سوزوم عاشقانه دیر
Menden Fuzûlî isteme eş'âr-ı medh ü zem
Men âşıkam hemîşe sözüm âşıkânedür
No le pidas a Fuzûlî poemas de alabanza o de reprimenda
Soy un amante y sólo hablo de amor
La noción de amor de Fuzûlî, sin embargo, tiene más en común con la idea de amor del Sufí como proyección de la esencia de Dios -aunque el propio Fuzûlî no parece haber pertenecido a ninguna Orden Sufí- que con la idea de Occidental del amor romántico. Esto puede verse en los siguientes versos de otro poema:
عاشق ايمش هر ن وار ﻋﺎﻝﻢ
ﻋلم بر قيل و قال ايمش آنجق
‘Âşık imiş her ne var ‘âlem
‘İlm bir kîl ü kâl imiş ancak
Todo lo que hay en el mundo es amor
Y el conocimiento no es más que un chisme
La primera de estas líneas, especialmente, se refiere a la idea de wahdat al-wujūd (وحدة الوجود), o "unidad del ser", que fue formulada por primera vez por Ibn al-'Arabī y que afirma que no existe nada aparte de las diversas manifestaciones de Dios. Aquí, Fuzûlî utiliza la palabra "amor" (عشق 'aşk) en lugar de Dios en la fórmula, pero el efecto es el mismo.
El tratamiento más extenso que hace Fuzûlî de esta idea del amor está en el largo poema Dâstân-ı Leylî vü Mecnun (داستان ليلى و مجنون), un mesnevî que toma como tema la clásica historia de amor árabe de Layla y Majnun. En su versión de la historia, Fuzûlî se concentra en el dolor de la separación del amante loco Majnun de su amada Layla, y llega a considerar que este dolor es la esencia del amor.
El valor último del sufrimiento del amor, en la obra de Fuzûlî, reside en que ayuda a acercarse a "lo Real" (al-Haqq الحق), que es uno de los 99 nombres de Dios en la tradición islámica.